# Kaloum

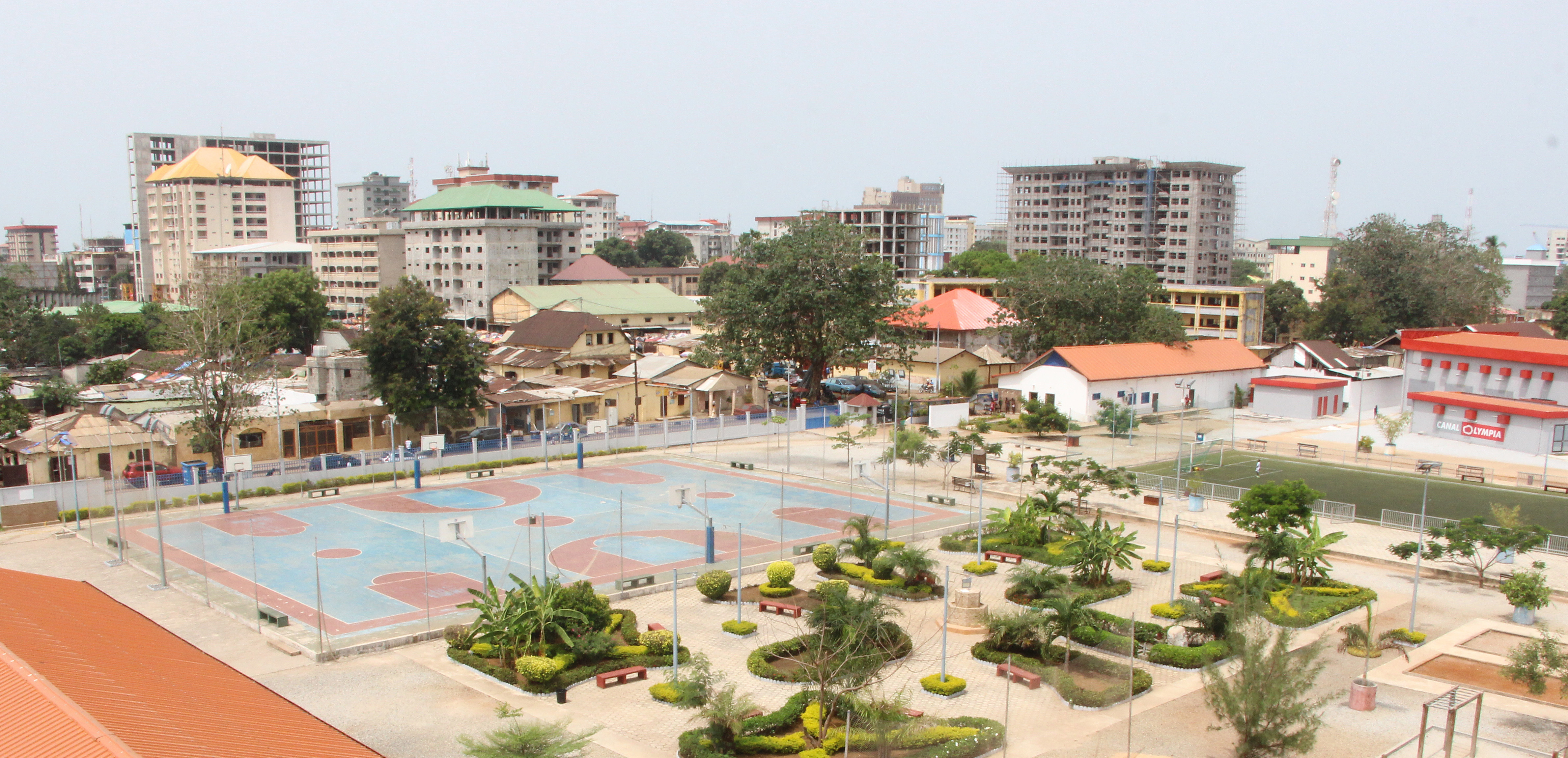

Kaloum é uma subprefeitura na Região de Conacri, na Guiné. É uma das cinco regiões em que se divide a capital do país. Em Kaloum, está localizado o centro de Conacri.

## Galeria

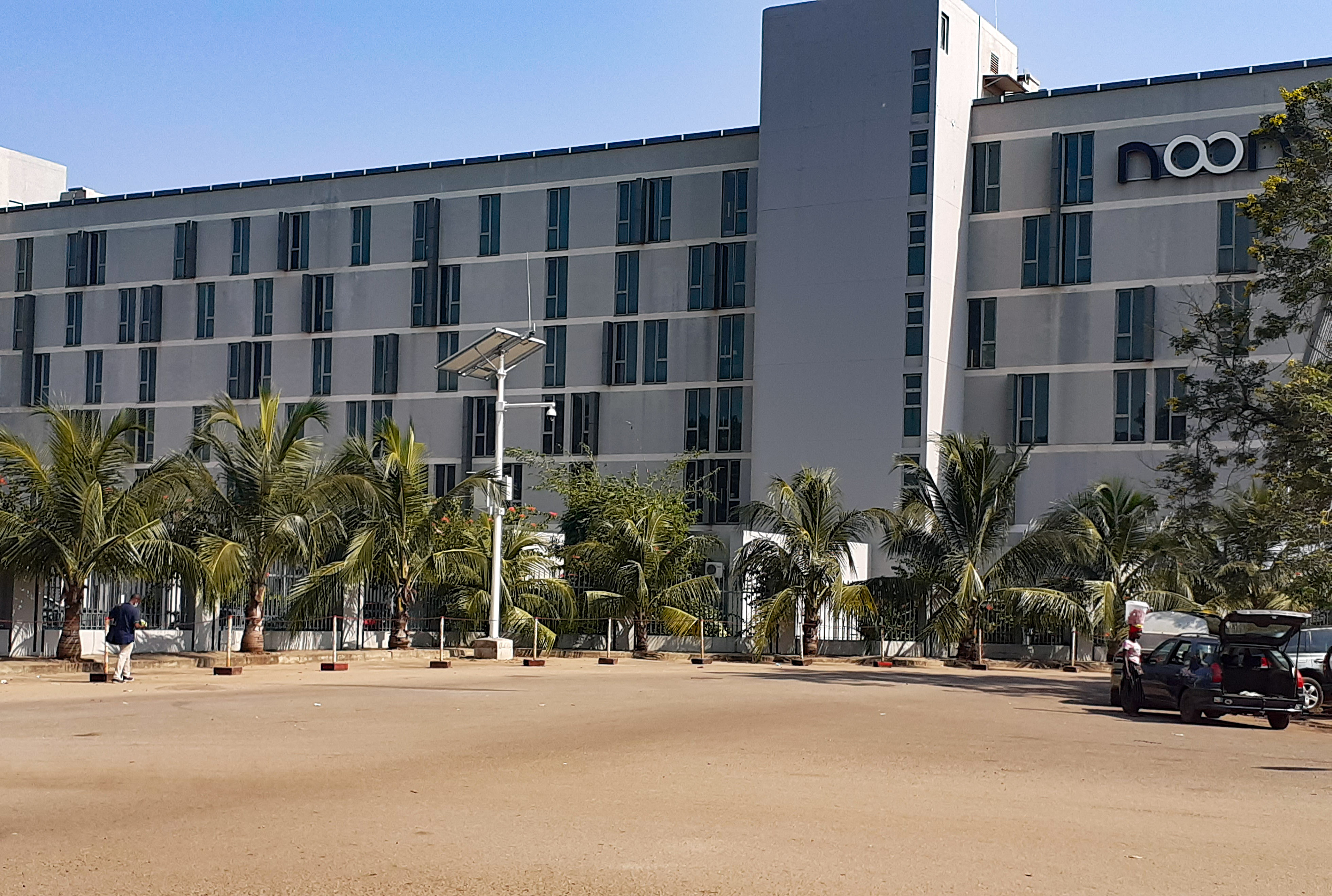
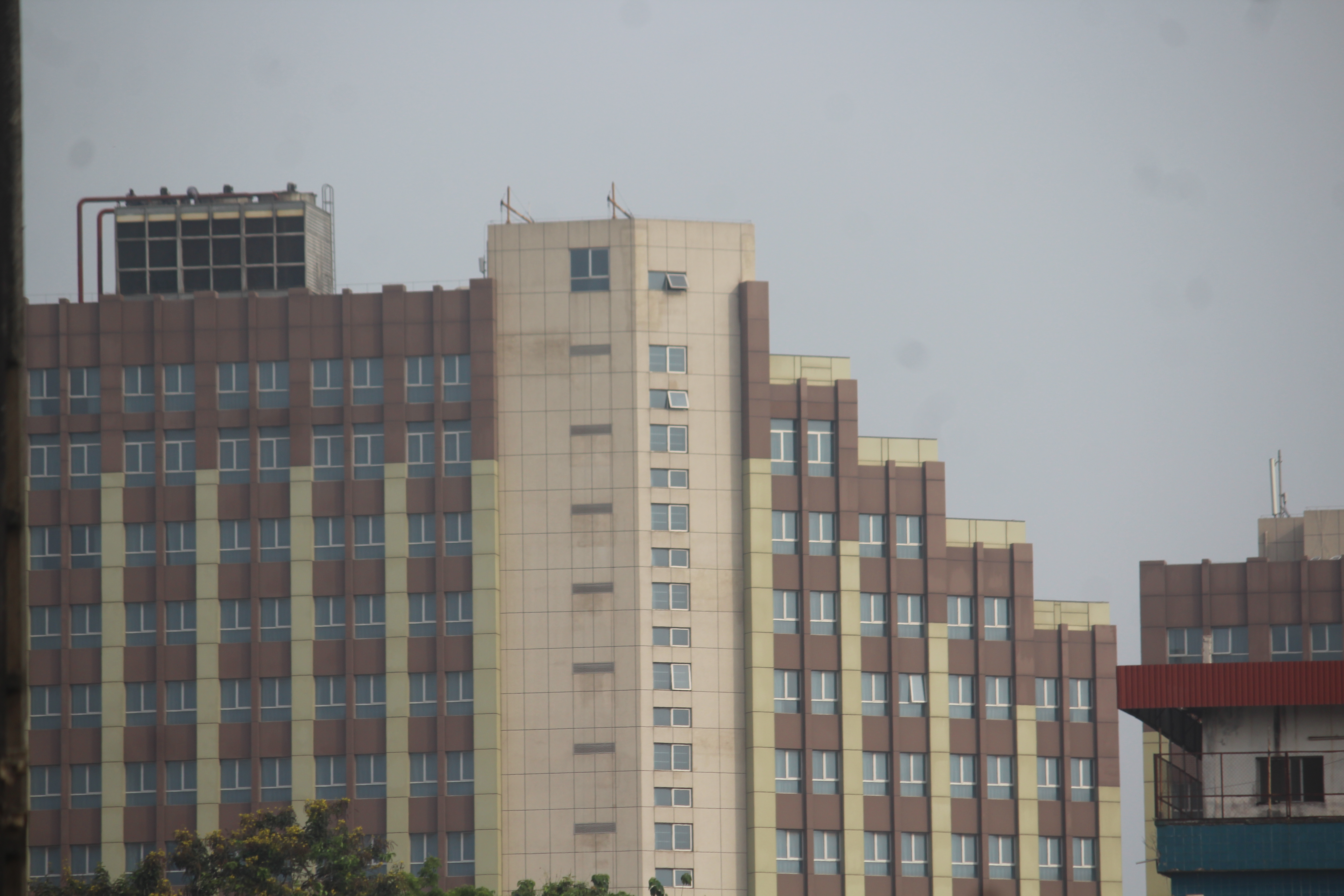
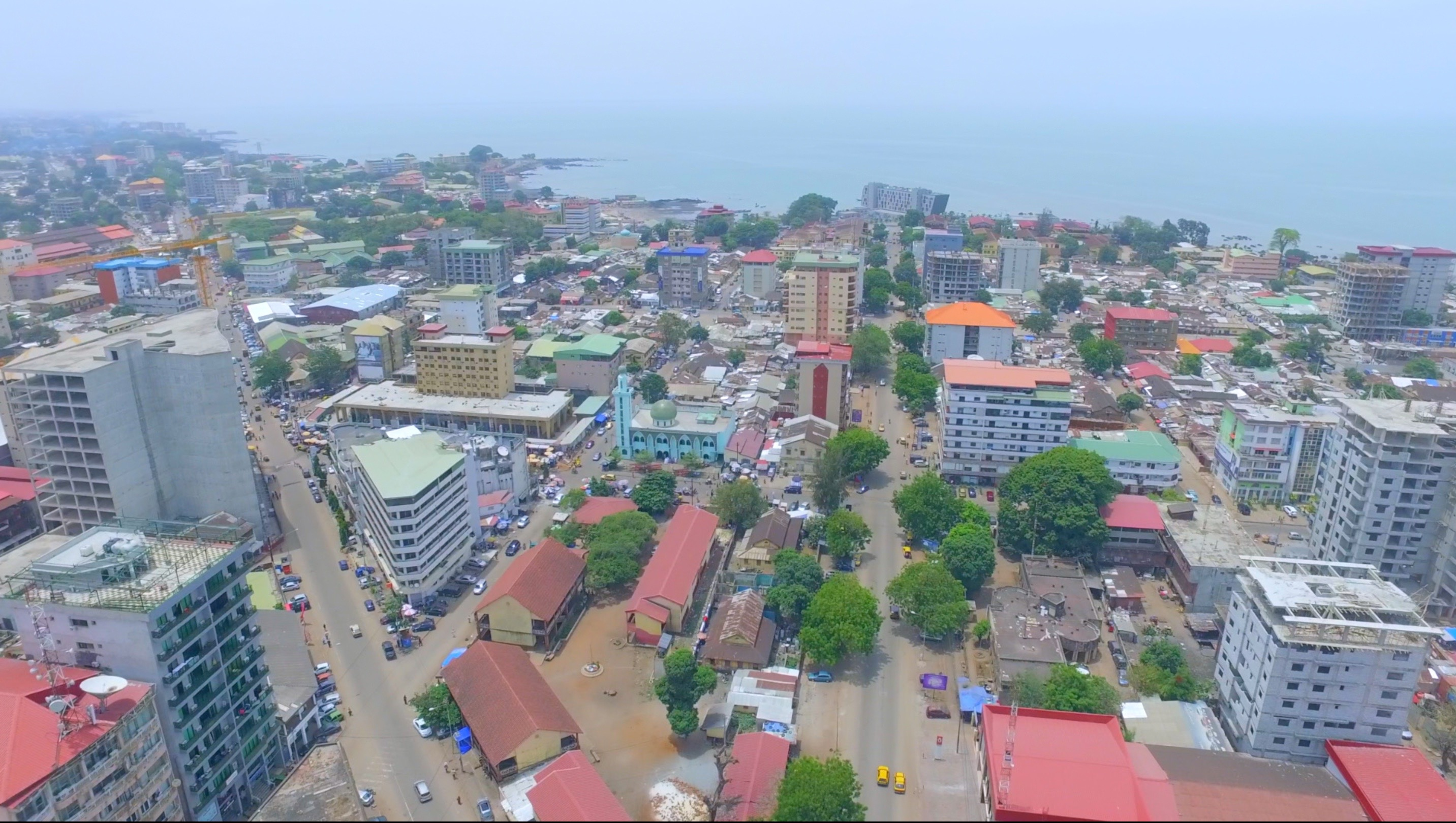
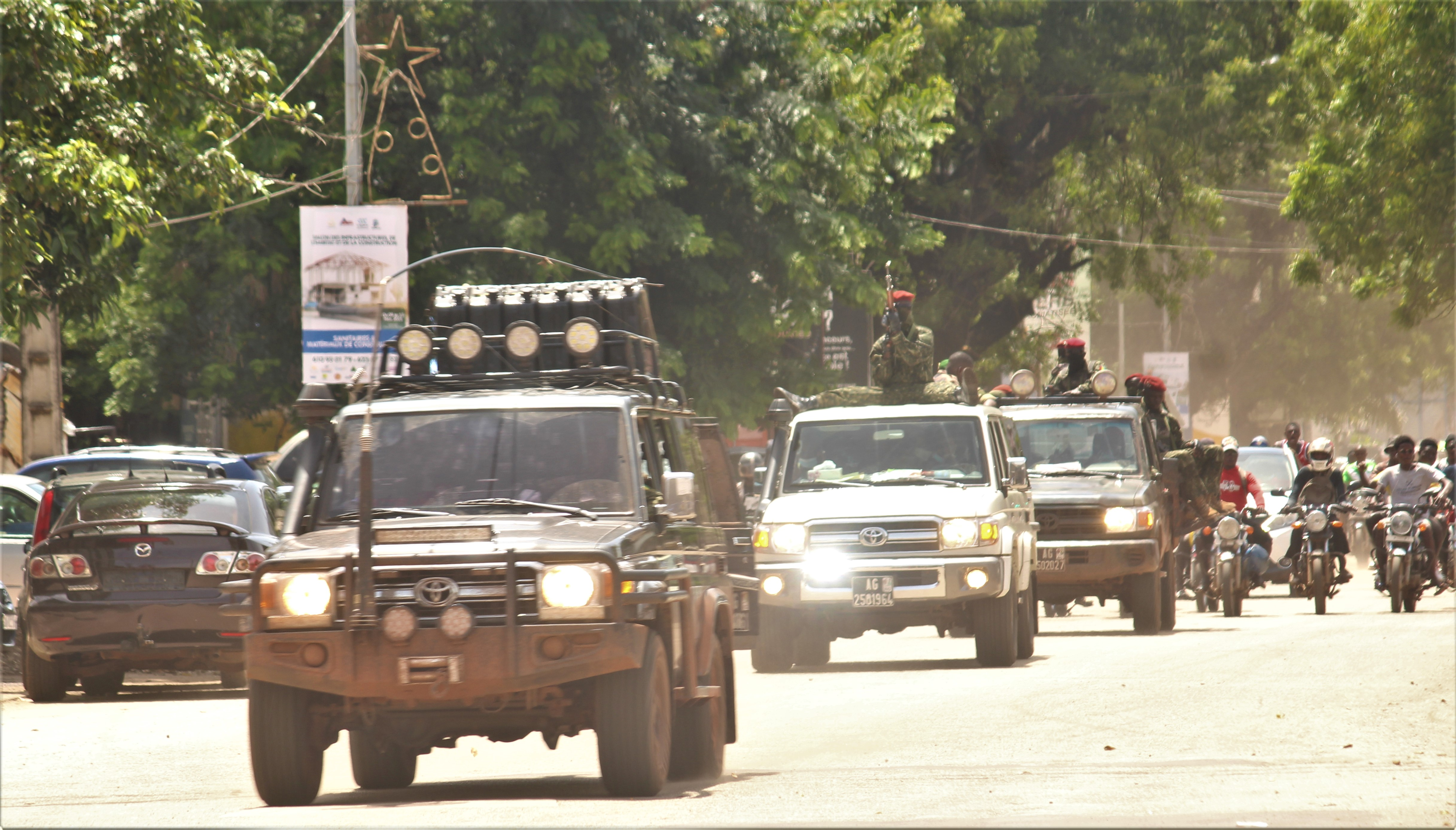